# Joseph Stepling
Joseph Stepling (né le 29 juin 1716 à Ratisbonne ; mort le 11 juillet 1778 à Prague) est un savant de Bohême du XVIIIe siècle qui participa à la diffusion du newtonianisme en Europe Centrale.

## Biographie
Fils du secrétaire de l'ambassade du Saint Empire romain germanique au Reichstag, Joseph Stepling emménagea à Prague avec sa mère, après la mort de son père. Dans la capitale tchèque, il fréquenta l'école de latin des jésuites où, sous l'influence d'un répétiteur, ce sont les mathématiques et sciences naturelles qui devinrent ses matières préférées. 
En 1733 il entra dans la Société de Jésus et poursuivit ses études à Olmütz, Glatz et Prague. Deux années plus tard, il acheva son noviciat à Brno, et s'inscrivit aux cours de philosophie à Olomouc. Durant cette période, il annonça par le calcul l'éclipse lunaire du 28 mars 1733 : il n'avait encore que seize ans.
Dans ce dernier endroit il reçut entre autres l’enseignement d'Ignatz Mühlwenzel[réf. nécessaire]. Après avoir travaillé à Glatz et Schweidnitz il termina ses études de théologie à Prague en 1743 et après son ordination il enseigna aux novices les mathématiques et la physique. En 1748 il se démit de sa chaire, se refusant à enseigner selon les théories d'Aristote.
Au début des années 1750 on aménagea à sa demande au Clementinum de Prague un observatoire dont il fut le directeur jusqu'en 1778. Quand en 1753 on rectifia les instructions pour les études, Stepling revint diriger les disciplines mathématiques et physiques à l’École supérieure. Désormais, il enseignait les théories d'Isaac Newton, de Christian Wolff et de Leonhard Euler. Après la dissolution de la Société de Jésus, en 1773, il resta à l’École supérieure.
En 1982. l'astéroïde (6540) Stepling a reçu son nom en son honneur.

## Travaux
Joseph Stepling est l’auteur de toute une série d’écrits en latin dont certains ont été traduits en allemand. Après 1748, il effectua plusieurs fois des mesures géographiques de Prague. En 1752 il introduisit au Clementinum des observations météorologiques régulières. En 1770 il fut l'un des cofondateurs de la Société savante de Prague. Son travail scientifique était avant tout orienté vers l'astronomie. Il étudiait entre autres l'aberration des étoiles et l'inclinaison de l’axe de la Terre et l'autre. En 1775 il effectua également des mesures géophysiques.

## Publications
- Eclipsis lunae totalis Pragae 1748 observata (1748)[1]
- Tentamen ex praelectionibus mathematicis (1774 - 1775)
- De actione solis in diversis latitudinibus observatio (1750)
- Exercitationes geometrico-analyticae de ungulis aliisque frustis cylindrorum (1751)
- Observationes baroscopiae, thermoscopiae, hygrometricae ad annum 1752 (1752)
- De pluvia lapidea anni MDCCLIII ad Strkov pagum Bohemiae et ejus causis meditatio (1754)
- Liber II. Euclidis algebraicae demonstratus in usum matheseos tyronum (1754)
- De terrae motibus quaesita, quibus adnexa est meditatio de causa mutationis thermarum Teplicensium facta prima Novembris (1755 - 1763)
- De terrae motus causa, discursus occassione motuum similium anni sueprioris et labentis (1756)
- Dissertatio contra insignem superficiei oceani et marium cum eo communicantium inaequalitatem (1757)
- De centro oscillationis inveniendo solutio directa (1759)
- Miscellanea philosophica tam mathematica quam physica (1759 - 1763)
- Betrachtungen einiger Fragen über Nordlichter (1760)
- Soliditas et area superficierum fustorum angularium a cylindris rectis (1760)
- Beantwortung verschiedener Fragen über die Beschaffenheit der Licht-Erscheinung nachts am 28. Hornungstage und über die Nordlichter (1761)
- Adnotationes in celebrem transitum Veneris per discum solis anno labente 6. Junii futurum (1761)
- Vergleichungstafeln der altböhmischen Maasse und deren Preiss mit den neuösterreichischen zu deren Preis, auf hohe Anordnung berechnet (1764)
- Differentiarum minimarum quantitatum variantium calculus directus vulgo differentialis (1765)